# Засєки (Псковська область)
Засєки (рос. Засеки) — присілок в Струго-Красненському районі Псковської області Російської Федерації.
Населення становить 16 осіб. Входить до складу муніципального утворення Новосельська волость.

## Історія
Від 2015 року входить до складу муніципального утворення Новосельська волость.

## Населення
| 2001 | 2002 | 2010 | 2011 |
| ---- | ---- | ---- | ---- |
| 24   | ↗35  | ↘9   | ↗16  |